# Carolus chlorocarpus
Carolus chlorocarpus är en tvåhjärtbladig växtart som först beskrevs av Adrien Henri Laurent de Jussieu, och fick sitt nu gällande namn av W.R.Anderson. Carolus chlorocarpus ingår i släktet Carolus och familjen Malpighiaceae. Inga underarter finns listade i Catalogue of Life.